# Nechan Karakéhéyan
Nechan Karakéhéyan ICPB (* 17. April 1932 in Piräus; † 15. Februar 2021 in Jerewan) war ein griechischer Ordensgeistlicher und armenisch-katholischer Ordinarius von Osteuropa.

## Leben
Nechan Karakéhéyan trat der Ordensgemeinschaft des Institut du Clergé Patriarcal de Bzommar bei und studierte unter anderem Theologie an der Päpstlichen Universität Gregoriana in Rom. Am 2. Juli 1960 empfing er die Priesterweihe. Er hatte verschiedene administrative und pastorale Ämter in Ägypten, Libanon, Brasilien, Griechenland, Frankreich, den Vereinigten Staaten und Georgien sowie seiner Ordensgemeinschaft im Libanon inne.
Papst Johannes Paul II. ernannte ihn am 1991 zum Ordinarius von Griechenland. Am 27. September 2000 wurde er zum Bischof von Ispahan ernannt. Der Patriarch von Kilikien, Nerses Bedros XIX., spendete ihm am 28. Januar des folgenden Jahres die Bischofsweihe; Mitkonsekratoren waren Grégoire Ghabroyan ICPB, Bischof von Sainte-Croix-de-Paris, und Manuel Batakian ICPB, Apostolischer Exarch der Vereinigten Staaten von Amerika und Kanada.
Am 7. Januar 2003 wurde er zum Apostolischen Administrator von Griechenland ernannt. Am 2. April 2005 wurde er zum Ordinarius von Osteuropa und Titularerzbischof von Adana degli Armeni ernannt. Am 6. Januar 2010 nahm Papst Benedikt XVI. seinen altersbedingten Rücktritt an.
Von 2003 bis 2015 war er Apostolischer Administrator des Ordinariats für die armenischen Gläubigen in Griechenland.